# エジ・カルロス・ジ・アフーダ・アモリム
エジ・カルロス（Ed Carlos）ことエジ・カルロス・ジ・アフーダ・アモリム（ポルトガル語: Ed Carlos de Arruda Amorim、2001年3月19日 - ）は、ブラジルのサッカー選手。ポジションはMF。

## クラブ歴
サンパウロ生まれ。アソシアソン・ポルトゥゲーザ・ジ・デスポルトス、ADサンカエターノの下部組織を経て、2015年にサンパウロFCに加入した。2018年10月にはガーディアン紙のネクスト・ジェネレーション2018に選出された。しかしトップチームでの出場は無く、2021年6月30日に契約満了で退団した。
2021年8月3日にサントスFCに加入したが、U-20チームに割り当てられた。2022年のコパ・サンパウロ・ジ・フチボウ・ジュニオールで活躍した事によって、散発的ではあるがトップチームの練習に参加するようになり、7月にマルセロ・フェルナンデス監督代行によって、やっとトップチーム昇格となった。同年10月1日のカンピオナート・ブラジレイロ・セリエAでカルロス・サンチェスに代わって投入されて選手初出場を記録した。